# Agnäs naturreservat
Agnäs är ett naturreservat i Alvesta kommun i Kronobergs län.
Området är skyddat sedan 1996 och omfattar 264 hektar. Det är beläget på en udde med ädellövskog som sträcker sig ut i sjön Åsnen.
Reservatetet omfattar udden samt kringliggande vattenområden och småöar. Skogen domineras av trädslaget bok men det finns partier med ek, lind, hassel och björk.

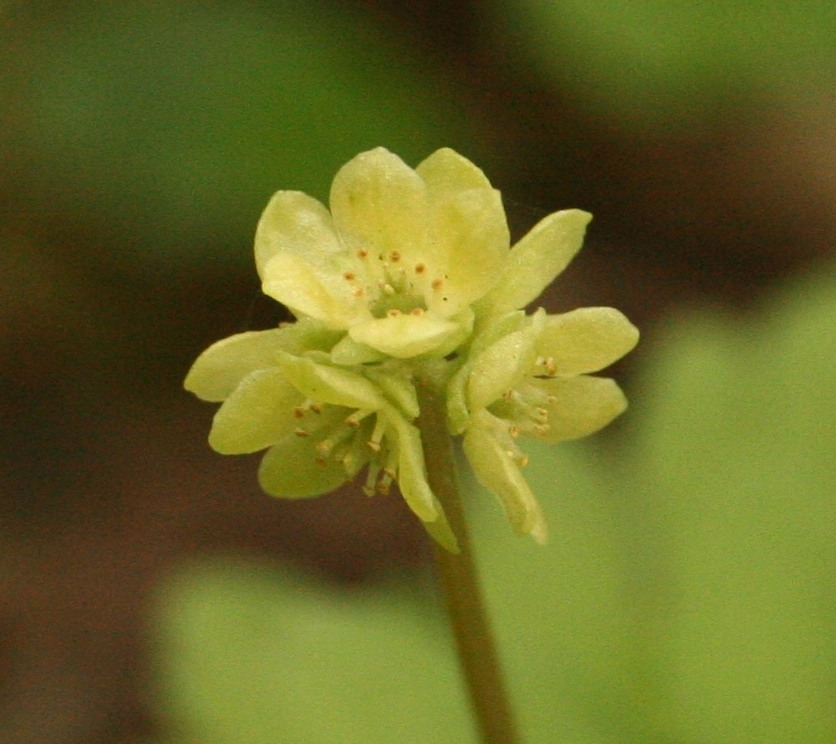
Desmeknopp

Inom reservatet häckar bland andra fågelarter storlom, fisktärna, fiskgjuse, bivråk, kattuggla, skogsduva, stenknäck, mindre hackspett och mindre flugsnappare. Där finns många ovanliga svampar och lavar som är knutna till gamla träd och död ved. Den sällsynta bokblombocken förekommer i reservatet.
Området ingår i EU:s ekologiska nätverk av skyddade områden, Natura 2000. Den föreslagna nationalparken Åsnen beräknas inkludera detta område.